# Antonio Marcello Barberini
Antonio Marcello Barberini, O.F.M. Cap. (18. listopadu 1569, Florencie – 11. září 1646, Řím) byl italský kardinál a mladší bratr Maffea Barberini, pozdějšího papeže Urbana VIII. Někdy je označován jako „Antonio starší“, aby se odlišil od svého synovce Antonia Barberiniho (5. srpna 1607 - 3. srpna 1671), italského katolického kardinála, arcibiskupa v Remeši, mecenáše umění a prominentního člena rodu Barberini.

## Životopis
Narodil se ve Florencii v roce 1569 v rodině Barberiniů jako Marcello Barberini. V roce 1585 vstoupil do řádu kapucínů. V roce 1592 si změnil křestní jméno na Antonio.
Sloužil jako kněz až do zvolení svého bratra Maffea Barberini na papežský trůn jako papeže Urbana VIII. V roce 1623. Odcestoval do Říma se skupinou bratří kapucínů, aby sloužil svému bratrovi, a v roce 1624 byl povýšen na kardinála.
Dne 26. ledna 1625 byl jmenován biskupem v Senigallii. Dne 2. února 1625 byl vysvěcen biskupem v Corneto e Montefiascone Laudiviem Zacchiem, spolu s Antoniem Díazem a Lorenzem Azzolinim. Později byl jmenován velkým inkvizitorem římské inkvizice mezi lety 1629 a 1633, knihovníkem církve Svaté říše římské mezi lety 1633 a 1646 a členem Nejvyššího soudu apoštolské věznice mezi lety 1633 a 1646. Dvakrát působil jako pokladník papežské instituce "Camerlengo Sacred College of Cardinals". V roce 1644 byl členem sboru konkláve, které zvolilo novým papežem jako nástupce jeho bratra papeže Urbana III. Inocence X. Po válkách v Castru Inocenc X. zahájil vyšetřování rodiny Barberini a donutilo členy rodiny Barberini Antonia Barberiniho, Francesca Barberiniho (seniora), Antonia Barberiniho a prince Taddea Barberiniho odejít do exilu.
Barberini zemřel v Římě ve věku 77 let a byl pohřben v Santa Maria della Concezione dei Cappuccini, který pomáhal založit.